# MB.200式轰炸机
MB.200是法国布洛克（达索公司的前身）于1930年代开发的重型轰炸机。1933年试飞，1934年开始量产。第二次世界大战時已经过时，主要担负侦察、训练、运输这些次要任务。它是一种悬臂式上单翼全金属飞机，仍然采用固定式起落架，在机鼻、机身上部和下部各有一个机枪塔。

## 开发
第一架原型飞机1933年6月26日试飞，它的竞争对手乃是比它大一些的Farman F.221。 

## 外部連結
- "Military Bloch aircraft : MB 200". Dassault Aviation. Retrieved 23 August 2008.